# Republika Madawaska
Republika Madawaska lub Republika Madawaski (ang. Republic of Madawaska)– efemeryczne istniejące dwa tygodnie i przez nikogo nie uznane państwo, które powstało w 1827 na granicy Stanów Zjednoczonych i kolonii brytyjskich, na terenach spornych między stanem Maine a Nowym Brunszwikiem. Geneza republiki leży w niedokładnym zdefiniowaniu przebiegu granicy między Stanami Zjednoczonymi a brytyjskimi koloniami w Ameryce Północnej w traktacie wersalskim. Choć przynależność państwowa terenu była sporna, administrowany był przez Wielką Brytanię. 
Republika Madawaska była niemal jednoosobowym przedsięwzięciem amerykańskiego osadnika Johna Bakera. Osiadł on w dolinie Madawaski w 1817. Baker w 1827 złożył petycje do władz stanu Maine o przyłączenie regionu Madawaska do Stanów Zjednoczonych. Petycja nie odniosła skutku. 10 sierpnia 1827 postanowił przejść do bezpośrednich działań. Wraz ze swoją żoną, Sophie Rice, proklamował samozwańczą republikę z zamiarem skonfederowana jej ze Stanami Zjednoczonymi. Działania Bakera spotkały się ze zdecydowana reakcją lokalnych władz brytyjskich. Amerykańska flaga powiewająca na posiadłości Bakera została skonfiskowana, a on wraz żoną zostali aresztowani 25 sierpnia pod zarzutem spisku politycznego.
Wydarzenia z sierpnia 1827 stały się zarzewiem konfliktu dyplomatycznego między Stanami Zjednoczonymi a Wielką Brytanią, którego wynikiem była mediacja prowadzona przez króla Niderlandów. Rozstrzygnięciem tejże był werdykt wydany w 1831, zaakceptowany przez Wielką Brytanię, lecz odrzucony przez Stany Zjednoczone. Mimo tego faktu nie doszło do działań militarnych żadnej ze stron aż do 1838, kiedy to wybuchł konflikt zwany wojną o Aroostook. Ostatecznie granica między Maine i koloniami brytyjskimi została unormowana traktatem Webstera-Ashburtona. Większa część „terytoriów” republiki została włączona do Stanów Zjednoczonych.
Choć Republika Madawaska tak naprawdę nigdy nie istniała, ograniczona była do dwóch osób (Bakera i jego żony), a kontrolowany przez nich obszar, mimo ich roszczeń, obejmował jedynie teren farmy Bekerów, historyczne jej życie jest dużo bardziej znaczące. Początkowo sprawa republiki poszła w zapomnienie. Przypomniano ją sobie dopiero w połowie lat trzydziestych XX wieku i potraktowano jako barwna legendę oraz element historycznej tradycji prowincji Nowego Brunszwiku. W politycznym pamflecie Republic of Madawaska, jaki ukazał się w Edmundston, postawiono, niepopartą żadnymi historycznymi dowodami, tezę, jakoby republika istniała w świadomości mieszkańców, którzy choć będąc lojalnymi obywatelami państwa, poczuwają się do pewnego rodzaju, lokalnego „madawaskiego” patriotyzmu. Rozumiejąc pozytywne echa, jakie mogło to przynieść dla popularyzacji regionu, dwóch kanadyjskich obywateli z Edmundston, lekarz P.C. Laporte i rzeźbiarz J. Gaspar Boucher reproklamowało istnienie republiki. Także ich dziełem było godło republiki. Republika ma swego prezydenta. Pierwszym spełniającym te funkcje był Boucher. Od czasu jego śmierci w 1955 tradycyjnie prezydenturę sprawuje aktualny burmistrz Edmundston. Prezydenta wspomaga rada – Ordre de la République – w której zasiada dziesięciu rycerzy (chevaliers). Republika ma flagę, która została stworzona w 1960, i jest jakoby kopią oryginalnej flagi Bakera (choć według wszelkiego prawdopodobieństwa tenże używał zwykłej flagi amerykańskiej). Flaga na białym tle wyobraża orła, wziętego z godła Stanów Zjednoczonych, przelatującego pod łukiem składającym się z sześciu gwiazd. Każda z gwiazd ma reprezentować przedstawicieli narodów, które miały wnieść swój wkład w tworzenie lokalnej, madawaskiej kultury: Akadian, Frankokanadyjczyków, Anglików, Szkotów, Irlandczyków i Indian. Flaga stale powiewa przed ratuszem w Edmundston; jest również używana na madawaskich festynach.